# ساهاکوو
ساهاکوو (به لاتین: Sahakevo) یک منطقهٔ مسکونی در ماداگاسکار است که در آتسینانانا واقع شده‌است. ساهاکوو ۳۴۷ کیلومتر مربع مساحت و ۱۴٬۸۸۵ نفر جمعیت دارد و ۱۴۴ متر بالاتر از سطح دریا واقع شده‌است.